# Jennifer Lee
Pour les articles homonymes, voir Jennifer Lee (homonymie).
Jennifer Lee est une réalisatrice, scénariste et productrice américaine, née en 1971 à East Providence (Rhode Island).
Elle est la première réalisatrice de longs-métrages de l'histoire des studios Disney, ainsi que la première réalisatrice dont le film a rapporté plus d'un milliard de dollars de recettes au box-office. Elle a gagné l'Oscar du meilleur film d'animation en 2014 pour La Reine des neiges, son premier long métrage comme réalisatrice.
Elle est la directrice artistique de Walt Disney Animation Studios de 2018 à 2024.

## Biographie
Jennifer Michelle Lee est née en 1971. Elle est la fille de Linda Lee et de Saverio Rebecchi. Après leur divorce, Jennifer et sa sœur Amy, vont vivre avec leur mère à Rhode Island. En 1992, Jennifer termine ses études à la East Providence High School et obtient une licence d'anglais. Et a déménagé à New York, où elle a travaillé comme graphiste dans l'édition ; elle a conçu des livres audio pour Random House. À l'âge adulte, elle a commencé à utiliser le nom de jeune fille de sa mère, Lee, à titre professionnel et en janvier 1995, elle a légalement changé son nom de famille de Rebecchi à Lee

### Carrière
Lee est diplômée du programme de cinéma de la Columbia University School of the Arts avec une maîtrise en cinéma en 2005. Alors qu'elle était à Columbia Pictures, elle a remporté plusieurs prix d'excellence dans l'écriture de scénarios et a donnée naissance à sa fille.
En mars 2011, Phil Johnston, un ancien camarade de classe de Columbia, a appelé Lee pour lui demander de le rejoindre chez Disney à Burbank pour l'aider à écrire Les Mondes de Ralph. Ce qui était censé être un concert d'écriture temporaire de huit semaines s'est finalement transformé en un engagement beaucoup plus long. Tout d'abord, on lui a demandée de rester jusqu'à ce que le film soit terminé. Elle s'est ensuite impliquée dans La Reine des neiges, d'abord en tant que scénariste et plus tard en tant que réalisatrice aux côtés de Chris Buck. Lorsque Lee a été amenée à bord, elle a contribuée à la transition du film d'une action-aventure à une « plus musicale, avec plus de comédie ». Elle a travaillé en étroite collaboration avec les auteurs-compositeurs Robert Lopez et Kristen Anderson-Lopez dans l'écriture du scénario. La Reine des neiges lui a donné l'occasion de célébrer des filles « sauvages et merveilleuses » comme son enfance et sa fille, Agatha. C'était aussi le film le plus rentable avec une réalisatrice en termes de revenus nationaux, jusqu'à ce qu'il soit dépassé par Wonder Woman.
En septembre 2014, il a été annoncé que Lee et Buck co-réaliseraient un court métrage mettant en vedette les personnages de La Reine des neiges appelé La Reine des neiges : Une fête givrée. Il est sorti en mars 2015. Lee était l'un des nombreux écrivains et réalisateurs de Disney qui ont reçu le crédit pour « Creative Leadership » de Les Nouveaux Héros et Vaiana : La Légende du bout du monde, et a reçu le crédit à l'écran comme l'un des scénaristes qui ont développé l'histoire pour le film Zootopie.
En août 2014, Variety a rapporté que le prochain projet de Lee serait une adaptation du roman de Madeleine L'Engle : Un raccourci dans le temps. Après la nouvelle, Lee a tweeté : « Je suis amoureuse du livre depuis plus de 30 ans. Écrire ce scénario signifie le monde pour moi ». Le film qui est réalisé par Ava DuVernay, reçoit un accueil mitigé et fait un flop au box-office international.
Le 12 mars 2015, Disney a annoncé que Lee et Buck co-réaliseraient La Reine des neiges 2, suite du premier film. En juin 2018, Jennifer Lee a été nommée directrice artistique de Walt Disney Animation Studios, à la suite du départ de John Lasseter. En septembre 2022, Lee a été annoncée pour écrire le scénario du film d'animation Wish : Asha et la Bonne Étoile, à l'occasion du 100e anniversaire des studios en 2023.
En septembre 2024, Lee a annoncé qu'elle démissionnait de son poste de directrice de Walt Disney Animation Studios pour revenir à la réalisation de films à temps plein au studio, en particulier pour réaliser La Reine des neiges 3, et également pour écrire et produire La Reine des neiges 4. Jared Bush a été nommé comme son successeur.

## Vie privée
Jennifer a épousé Robert Joseph Monn le 30 mai 1999, au Rhode Island Country Club, mais divorcerons plus tard. Ils ont une fille, Agatha Lee Monn (née en 2003), qui fait la voix de Anna pour la chanson de Je voudrais un bonhomme de neige dans La Reine des neiges.
En novembre 2019, Jennifer a confirmé qu'elle était en relation avec l'acteur Alfred Molina. Ils se sont mariés en août 2021 par l'acteur et ami commun Jonathan Groff qui les avait présentés, et vivent dans la vallée de San Fernando dans le comté de Los Angeles, en Californie, avec la fille de Lee.

## Filmographie

### Réalisatrice
- 2013 : La Reine des neiges (Frozen) (avec Chris Buck)
- 2015 : La Reine des neiges : Une fête givrée (Frozen Fever) (avec Chris Buck)
- 2019 : La Reine des neiges 2 (Frozen 2) (avec Chris Buck)
- 2027 : La Reine des neiges 3 (Frozen 3) (avec Chris Buck)

### Scénariste

#### Longs-métrages
- 2012 : Les Mondes de Ralph (Wreck-It Ralph) - avec Phil Johnston
- 2013 : La Reine des neiges (Frozen) - avec Chris Buck et Marc E. Smith
- 2016 : Zootopie (Zootopia) - coécriture de l'histoire avec Jared Bush et Phil Johnston
- 2018 : Un raccourci dans le temps (A Wrinkle in Time) - avec Jeff Stockwell
- 2019 : La Reine des neiges 2 (Frozen 2) - avec Chris Buck et Marc E. Smith
- 2023 : Wish : Asha et la bonne étoile (Wish) - avec Chris Buck et Fawn Veerasunthorn (ca)[4]
- 2027 : La Reine des neiges 3 (Frozen 3) - avec Chris Buck et Marc E. Smith
- NBA : La Reine des neiges 4 (Frozen 4) - avec Chris Buck et Marc E. Smith

#### Courts-métrages
- 2015 : La Reine des neiges : Une fête givrée (Frozen Fever) (avec Chris Buck et Marc E. Smith)

### Productrice
- 2004 : A Thousand Words
- 2020 : Les Aventures d'Olaf - court métrage
- 2020 : Dans un autre monde : les coulisses de la Reine des Neiges 2 - série télévisée
- 2021 : Raya et le Dernier Dragon
- 2021 : Nous Toujours ! (Us Again) - court métrage
- 2021 : Encanto : La fantastique famille Madrigal
- 2023 : Avalonia, l'étrange voyage
- 2023 : Il était une fois un studio - court métrage
- 2023 : Wish : Asha et la bonne étoile
- 2024 : Vaiana 2
- 2025 : Zootopie 2
- 2027 : La Reine des neiges 3 (Frozen 3) - avec Chris Buck et Marc E. Smith
- NBA : La Reine des neiges 4 (Frozen 4) - avec Chris Buck et Marc E. Smith

## Distinctions

### Récompenses
- Oscars 2014 : meilleur film d'animation pour La Reine des neiges (partagé avec Chris Buck et Peter Del Vecho)
- Golden Globes 2014 : meilleur film d'animation pour La Reine des neiges (partagé avec Chris Buck et Peter Del Vecho)
- BAFTA Awards 2014 : meilleur film d'animation pour La Reine des neiges (partagé avec Chris Buck et Peter Del Vecho)
- Prix de l'Académie japonaise 2014 : meilleur film en langue étrangère pour La Reine des neiges (partagé avec Chris Buck et Peter Del Vecho)
- Festival international du film d'animation d'Annecy 2022 : Cristal d'honneur[5]